# Шкриљевец
Шкриљевец је насељено место у Републици Хрватској у Вараждинској жупанији. Административно је у саставу града Иванца. Простире се на површини од 3,47 км2.

## Становништво
На попису становништва 2011. године, Шкриљевец је имао 247 становника.
Према попису становништва из 2001. године у насељу Жељезница живело је 268 становника. који су живели у 73 породична домаћинства Густина насељености је 77,23 становника на км2
Кретање броја становника по пописима 1857—2001.
| година пописа  | 1857. | 1869. | 1880. | 1890. | 1900. | 1910. | 1921. | 1931. | 1948. | 1953. | 1961. | 1971. | 1981. | 1991. | 2001. |
| бр. становника | 172   | 198   | 204   | 265   | 332   | 288   | 300   | 362   | 460   | 447   | 389   | 336   | 316   | 292   | 268   |

## Попис1991.
На попису становништва 1991. године, насељено место Шкриљевец је имало 292 становника, следећег националног састава:
| Попис 1991.‍ | Попис 1991.‍ | Попис 1991.‍ | Попис 1991.‍ | Попис 1991.‍ |
| ----------- | ----------- | ----------- | ----------- | ----------- |
|             |             |             |             |             |
| Хрвати      | Хрвати      |             | 291         | 99,65%      |
| Словенци    | Словенци    |             | 1           | 0,34%       |
| укупно: 292 |             |             |             |             |